# Мансыз, Ильхан
Ильха́н Мансы́з (тур. İlhan Mansız; 10 августа 1975, Кемптен, ФРГ) — турецкий футболист, бронзовый призёр чемпионата мира 2002 года. Чемпион Турции по фигурному катанию в парах в 2015 году.

## Карьера

### Клубная
После пребывания в японском клубе «Виссел Кобе» он подписал контракт с «Гертой», но из-за травмы у него не было возможности выйти на поле. Его контракт расторгли из-за пункта, в котором говорилось, что если он снова повредит колено, его продадут. После короткого пребывания в «Герте» Ильхан подписал однолетний контракт с турецким клубом «Анкарагюджю».
Перед началом сезона 2006/07 он объявил о намерении закончить футбольную карьеру. С 2007 появились слухи, что он тренируется в Лос-Анджелесе, чтобы вернуться в большой спорт. Эти слухи развеял сам Ильхан Мансыз и объявил о подписании контракта с «Анкарагюджю». 

### В сборной
Ильхан дебютировал в национальной сборной Турции в качестве запасного игрока во время группового этапа квалификационного этапа, в матче против Молдовы в октябре 2001.
Лучшим голом в его карьере стал гол в четвертьфинале чемпионата мира 2002 года против Сенегала. На 67 минуте он заменил Хакана Шукюра и забил золотой гол на 94 минуте. Благодаря этому Турция прошла в полуфинал и заняла 3 место. В матче за 3 место Ильхан отдал голевой пас Хакану Шукюру, который забил самый быстрый гол за всю историю чемпионатов мира.

## Фигурное катание

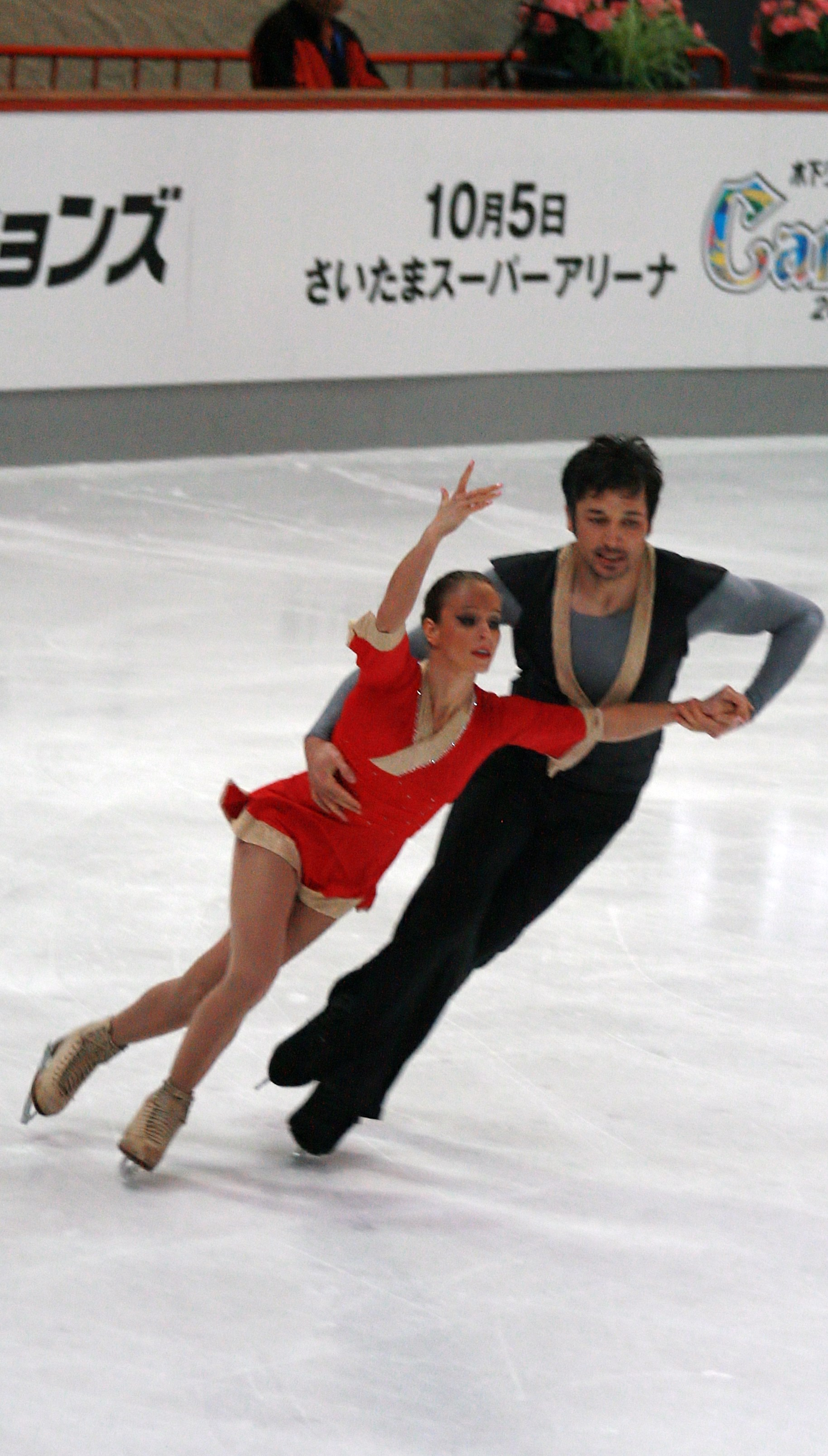
Ольга Бестендигова и Ильхан Масыз на турнире Nebelhorn Trophy 2013 (произвольная программа)

Он научился кататься на коньках относительно поздно (в 33 года), когда он выступал на турецком шоу Buzda Dans. Он соревновался в паре с Ольгой Бестендиговой. После победы на шоу Ильхан Мансыз заявил, что они с Ольгой начали подготовку к участию в Олимпиаде в Сочи в парном фигурном катании. Пара дебютировала в квалификационном турнире Nebelhorn Trophy 2013, где заняла 19-е, последнее место, и на Олимпиаду не отобралась. Тем не менее, Бестендигова и Мансыз продолжили участие в соревнованиях, в частности, выступили на турнире Мемориал Ондрея Непелы 2013 в Словакии.
Самое удивительное было то, что и в следующем году пара продолжала выступление на турнире в австрийском Граце и хорватском турнире Золотой конёк Загреба 2014. Турецкая федерация в 2015 году впервые включила парное фигурное катание в число дисциплин на чемпионате Турции по фигурному катанию. Первыми чемпионами Турции в этой дисциплине стали Ольга Бестендигова и Ильхан Мансыз.

### Результаты
(с О. Бестендиговой)
| Соревнования/Сезон    | 2013—2014 | 2014—2015 |
| --------------------- | --------- | --------- |
| Золотой конёк Загреба |           | 9         |
| турнир в Граце        |           | 8         |
| Nebelhorn Trophy      | 19        |           |
| Турнир Нестли         |           | 5         |
| Мемориал Непелы       | 5         |           |
| Чемпионат Турции      | 1         |           |

## Личная жизнь
У него есть дочь Эйми, которая родилась в 2003. Он выиграл второй сезон Buzda Dans в декабре 2007.